# Albert Hermann Traber
Albert Hermann Traber (Kirchberg, 29 maggio 1926 – Gossau, 9 febbraio 2007) è stato un imprenditore svizzero.

## Biografia
Figlio di Albert, casaro, e di Berta Huber. Dopo un apprendistato di casaro, si diplomò in ingegneria agraria al Politecnico federale di Zurigo, con specializzazione in tecnologia alimentare. Nel 1955 sposò Rita Friedmann, figlia di Josef, commerciante. Fu direttore di una latteria privata e poi della Federazione lattiera di San Gallo-Appenzello dal 1964 al 1991, che ampliò progressivamente dalla latteria cittadina di San Gallo alla latteria del Säntis a Gossau nel 1972 fino a fondare la Säntis Holding AG nel 1991, che a suo tempo rappresentava il terzo gruppo caseario in Svizzera. Il numero di dipendenti passò da 56 nel 1964 a 350 nel 1990.
Nel 1973 instaurò un migliore controllo della qualità, tra il 1975 e il 1977 fece costruire a Stein il caseificio dimostrativo del formaggio Appenzeller e nel 1977 introdusse il contingentamento del latte per le singole aziende. Fu membro dei consigli di amministrazione della Fiera svizzera dell'agricoltura e dell'alimentazione dal 1969, di cui fu vicepresidente dal 1983 al 1993, e della Bank in Gossau dal 1969 al 1994.